# فابيان روي
فابيان روي هو سياسي كندي، ولد في 17 أبريل 1928 في كندا. حزبياً، نشط في Ralliement créditiste du Québec ‏. وقد انتخب عضو الجمعية الوطنية في كيبك ‏ وانتخب عضو مجلس العموم الكندي.